# Hall (Küps)
Hall ist ein Gemeindeteil des Marktes Küps im Landkreis Kronach (Oberfranken, Bayern).

## Geographie
Die Einöde liegt auf freier Flur. Im Westen befindet sich das Waldgebiet Vierlitzen. Dort entspringt der Kreuzgraben. Ein Anliegerweg führt nach Tüschnitz (0,9 km östlich).

## Geschichte
Gegen Ende des 18. Jahrhunderts bestand Hall aus einem Anwesen. Das Hochgericht übte das bambergische Centamt Burgkunstadt-Marktgraitz aus. Das Rittergut Tüschnitz hatte die Sölde als ein Freieigen.
Mit dem Gemeindeedikt wurde Hall dem 1808 gebildeten Steuerdistrikt Schmölz und der 1818 gebildeten Ruralgemeinde Tüschnitz zugewiesen. Am 1. April 1971 wurde Hall im Zuge der Gebietsreform in Bayern in die Gemeinde Küps eingegliedert.

### Einwohnerentwicklung
| Jahr      | 001818 | 001861 | 001871 | 001885 | 001900 | 001925 | 001950 | 001961 | 001970 | 001987 |
| Einwohner |        | 8      | *      | *      | 7      | 6      | 5      | 3      | 3      | 3      |
| Häuser    | 1      |        |        | *      | 1      | 1      | 1      | 1      |        | 1      |
| Quelle    | [ 7 ]  | [ 8 ]  | [ 9 ]  | [ 10 ] | [ 11 ] | [ 12 ] | [ 13 ] | [ 14 ] | [ 15 ] | [ 1 ]  |

## Religion
Der Ort ist evangelisch-lutherisch geprägt und ist nach St. Jakob in Küps gepfarrt.